# Catatemnus granulatus
Espèce
Catatemnus granulatus est une espèce de pseudoscorpions de la famille des Atemnidae.

## Distribution
Cette espèce se rencontre au Congo-Brazzaville, au Cameroun et au Congo-Kinshasa.

## Publication originale
- Mahnert, 1978 : Pseudoskorpione (ausgenommen Olpiidae, Garypidae) aus Congo-Brazzaville (Arachnida, Pseudoscorpiones). Folia Entomologica Hungarica, vol. 31, p. 69-133.